# إنسا فاتي
إنسا فاتي (بالإنجليزية: Ença Fati) (11 أغسطس 1993 بغينيا بيساو - ) هو لاعب كرة قدم غيني بيساوي في مركز الجناح يلعب في نادي العين السعودي. احترف في السعودية في نادي النجمة ونادي العين.

## روابط خارجية
- إنسا فاتي على موقع الاتحاد الأوربي (الإنجليزية)
- إنسا فاتي على موقع قاعدة بيانات كرة القدم.إي يو (الإنجليزية)
- إنسا فاتي على موقع Soccerway.com (الإنجليزية)
- إنسا فاتي على موقع AS.com (الإسبانية)